# 南木曾站
南木曾站（日语：／ Nagiso eki */?）是東海旅客鐵道（JR東海）中央本線的鐵路車站，位於日本長野縣木曾郡南木曾町讀書。

## 歷史
- 1909年（明治42年）7月15日：以三留野站的名稱開業，為鐵道省的一個車站。
- 1949年（昭和24年）6月1日：成為日本國有鐵道的一個車站。
- 1968年（昭和43年）10月1日：改為現在名稱。
- 1972年（昭和47年）11月30日：貨運業務停止辦理。
- 1980年（昭和55年）：新站舍建成。
- 1984年（昭和59年）2月1日：行李托運業務停止辦理。
- 1987年（昭和62年）4月1日：國鐵分割民營化，成為東海旅客鐵道的一個車站。

## 車站結構
側式月台1面1線和島式月台1面2線的地面車站。

### 月台配置
| 月台 | 路線     | 方向 | 目的地             | 備註       |
| ---- | -------- | ---- | ------------------ | ---------- |
| 1    | 中央本線 | 下行 | 木曾福島、長野方向 | 含特急     |
| 2    | 中央本線 | 下行 | 木曾福島、長野方向 | 待避列車用 |
| 2    | 中央本線 | 上行 | 中津川、名古屋方向 | 本站始發   |
| 3    | 中央本線 | 上行 | 中津川、名古屋方向 | 含特急     |

## 车站周边
- 南木曾町役場
- 長野縣蘇南高等學校
- 南木曾町立南木曾中學
- 南木曾郵政局
- JA木曾南木曾支所
- 八十二銀行南木曾支店
- 木曾川
- 妻籠城址
- 桃介橋
- 關西電力讀書發電所
- 国道19号
- 中山道三留野宿
- 妻籠宿

## 相鄰車站
東海旅客鐵道（JR東海）
 中央本線
■普通
十二兼－南木曾（CF23）－田立